# Rhynchostegium sarcoblastum
Rhynchostegium sarcoblastum là một loài rêu trong họ Brachytheciaceae. Loài này được Broth. & Paris mô tả khoa học đầu tiên năm 1900.